# 布雷克邦高原
布雷克邦高原（英語：Breakbones Plateau），是南極洲的高原，位於南桑威奇群島的坎德爾默斯島，在1971年由英國南極名稱諮詢委員命名，由英國海外領土南佐治亞及南三文治群島管轄。